# La criatura (pel·lícula)
La criatura és una pel·lícula de gènere dramàtic rodada i estrenada en 1977. Dirigida per Eloy de la Iglesia els seus papers principals estan encarnats per Ana Belén i Juan Diego acompanyats de notables secundaris com Luis Ciges o Bárbara Lys.
Qualificada de bizarra, marcada per la polèmica, la seva temàtica aborda sense embuts la zoofília de la mateixa manera que La Bête (1975) de Walerian Borowczyk i Max, amor meu de Nagisa Oshima, en el context d'un matrimoni la relació del qual és monòtona, frustrant i es troba abocada al fracàs.
La pel·lícula empra la bestialitat com a símbol del paisatge polític d'Espanya i fa referències a la matança d'Atocha i als grups polítics d'ultradreta que, després de la mort de Francisco Franco, van tractar de mantenir els ideals polítics del dictador.

## Argument
Marcos (Juan Diego) i Cristina (Ana Belén) són una matrimoni la relació del qual es troba en dificultats entre altres factors perquè no han pogut tenir fills. Cristina, de manera inesperada, queda embarassada però en estat avançat de gestació és atacada per un pastor alemany negre. Arran de l'incident sofreix un avortament. Per a ajudar la seva esposa a oblidar la tragèdia, Marcos porta Cristina al mateix balneari on havien passat la seva lluna de mel. Cristina recupera la seva força i s'uneix afectivament a un gos de carrer que es fa amic d'ella a la platja. El gos, també un pastor alemany negre, és mans i es mostra molt protector amb la dona. Malgrat l'opinió contrària del seu marit Cristina porta al gos a la seva casa a la ciutat.
Marcos és un reeixit presentador d'un programa de varietats de televisió. Conservador catòlic simpatitza amb la dreta política i és fidel a la seva esposa malgrat que Vicky (Claudia Gravy), la copresentadora del programa, li manifesta el seu interès romàntic. Mentre el seu marit està ocupat en el treball Cristina troba en el seu gos, al que anomena Bruno, una manera de canalitzar l'amor que no podia donar-li al nen que havia perdut.
Marcos compra una nova casa de camp a la muntanya per ell i la seva esposa. Angoixat per la creixent atenció que li dona al gos, Cristina aviat manifesta la seva preferència a estar amb Bruno en lloc de la companyia del seu marit. Quan Marcos intenta intimar amb la seva esposa el gos es posa gelós i l'ataca. Seguint el consell de Vicky Marcos compra una gossa de la mateixa raça, un pastor alemany blanc, i l'estratègia sembla funcionar ja que Bruno comença a passar més temps amb la seva companya. No obstant això a Cristina no li agrada la nova situació i, poc després, la femella apareix morta sense explicació.
La relació entre Cristina i Bruno es fa encara més estreta. Un dia Marcos arriba a casa trobant a la seva esposa al llit amb el seu vestit de núvia i amb marques de les potes de Bruno per tot el vestit el que implica que Cristina ha mantingut relacions sexuals amb el gos. Sorprès, Marcos demana consell al pare Abelardo (Manuel Pereiro), el sacerdot de capçalera de la família, que li aconsella fermesa i que, immediatament, lliuri al gos a un mestra local (Bárbara Lys) que cuida amorosament al gos. Cristina, molesta per veure's obligada a regalar-li el gos, finalment l'admet.
Marcos fa un esforç per a reavivar l'amor en el seu matrimoni i planeja tornar a intentar tenir fills. No obstant això, es distreu mentre emprèn una nova carrera política en defensa dels seus punts de vista conservadors, que sent amenaçats en la nova Espanya democràtica. A Cristina, que és tan progressista com el seu marit conservador, no li agrada la carrera política de Marcos. Quan Cristina es nega a tenir relacions sexuals amb el seu marit, Marcos s'emborratxa i la viola. Davant els retrets de Marcos sobre la seva relació amb el gos Cristina es defensa comparant la societat espanyola amb una sala de miralls distorsionats. Finalment una trucada telefònica del seu metge la desperta comunicant-li que està embarassada. Cristina decideix empacar les seves maletes, abandona al seu marit, recupera a Bruno i marxa feliç en direcció a la casa de les muntanyes amb el seu gos.

## Repartiment
- Ana Belén - Cristina
- Juan Diego - Marcos
- Claudia Gravy - Vicky
- Ramón Reparaz - Profesor Casanova
- Manuel Pereiro - Sacerdot
- Bárbara Lys - Mestra
- Francisco Melgares - Metge
- Luis Ciges - Luis
- Antonio Gamero - Empleat
- Felipe Ruiz - Empleat gasolinera
- Amparo Climent - Infermera
- Ángel Blanco - Venedor
- Ángela Reyno - Dona
- Alfredo Enrique - Regidor
- Mercedes Ariza - Senyora Celanova